# Liga dos Campeões da CAF de 2018 – Fases de Qualificação
As Fases de Qualificação da Liga dos Campeões da CAF de 2018 foram disputadas entre os dias 10 de fevereiro até 18 de março. Um total de 59 equipes competiram nesta fase para definir os 16 classificados para a fase de grupos.

## Sorteio
O sorteio para esta fase foi realizado em 13 de dezembro de 2017, na sede da CAF no Cairo, Egito.

## Calendário
O calendário para cada fase é o seguinte:
| Rodada            | Partida de ida    | Partida de volta   |
| ----------------- | ----------------- | ------------------ |
| Rodada preliminar | 9–11 de fevereiro | 20–21 de fevereiro |
| Primeira fase     | 6–7 de março      | 16–18 de março     |

## Rodada preliminar
| Equipe 1             | Total       | Equipe 2                | 1.º jogo | 2.º jogo |
| -------------------- | ----------- | ----------------------- | -------- | -------- |
| Saint George         | w/o[B]      | Al-Salam Wau            | —        | —        |
| CNaPS Sport          | 2–2 (gf)    | KCCA                    | 2–1      | 0–1      |
| Zanaco               | 6–1         | Armed Forces            | 3–0      | 3–1      |
| Bantu                | 5–5 (gf)    | Mbabane Swallows        | 2–4      | 3–1      |
| Stade Malien         | 1–2         | Williamsville AC        | 1–1      | 0–1      |
| Al-Tahaddy           | 1–2         | Aduana Stars            | 1–0      | 0–2      |
| ES Sétif             | 6–0         | Olympic Real de Bangui  | 6–0      | 0–0      |
| Rail Club du Kadiogo | 1–2         | CF Mounana              | 1–0      | 0–2      |
| AS Real Bamako       | 1–2         | MFM                     | 1–1      | 0–1      |
| AS Otôho             | 2–9         | MC Alger                | 2–0      | 0–9      |
| AS FAN               | 1–3         | Horoya                  | 1–3      | 0–0      |
| Génération Foot      | 2–0         | Misr Lel-Makkasa        | 2–0      | 0–0      |
| Young Africans       | 2–1         | Saint Louis Suns United | 1–0      | 1–1      |
| Township Rollers     | 4–2         | Al-Merrikh              | 3–0      | 1–2      |
| Gor Mahia            | 3–1         | Leones Vegetarianos     | 2–0      | 1–1      |
| ASAC Concorde        | 1–6         | Espérance de Tunis      | 1–1      | 0–5      |
| Plateau United       | 4–0         | Eding Sport             | 3–0      | 1–0      |
| AC Léopards          | 3–3 (3–4 p) | AS Togo-Port            | 2–1      | 1–2      |
| LISCR                | 1–3         | Al-Hilal                | 1–0      | 0–3      |
| JKU                  | 0–7         | ZESCO United            | 0–0      | 0–7      |
| Buffles du Borgou    | 3–4         | ASEC Mimosas            | 1–1      | 2–3      |
| Ngaya Club           | 1–3         | UD Songo                | 1–1      | 0–2      |
| Difaâ El Jadidi      | 10–0        | Sport Bissau e Benfica  | 10–0     | 0–0      |
| AS Vita Club         | 6–1         | Mighty Wanderers        | 4–0      | 2–1      |
| 1º de Agosto         | 5–1         | FC Platinum             | 3–0      | 2–1      |
| Bidvest Wits         | 2–1         | Pamplemousses           | 2–0      | 0–1      |
| Rayon Sports         | 2–1         | LLB Académic FC         | 1–1      | 1–0      |

### Partidas de ida
| 10 de fevereiro | CNaPS Sport                                 | 2 – 1     | KCCA         | Estádio CNaPS, Antananarivo          |
| 14:30 (UTC+3)   | Ratolojanahary 60' (pen) · Rafaralahy 90+3' | Relatório | Nsibambi 53' | Árbitro: MRI Ahmad Imtehaz Heeralall |

| 10 de fevereiro | Gor Mahia               | 2 – 0     | Leones Vegetarianos | Estádio Kenyatta, Machakos       |
| 15:00 (UTC+3)   | Omondi 19' · Guikan 61' | Relatório |                     | Árbitro: SDN Mahmood Ali Mahmood |

| 10 de fevereiro | Zanaco                     | 3 – 0     | Armed Forces | Estádio Nkoloma, Lusaca      |
| 15:00 (UTC+2)   | Tembo 33' · Phiri 34', 90' | Relatório |              | Árbitro: MWI Patrick Ngoleka |

| 10 de fevereiro | Young Africans | 1 – 0     | Saint Louis Suns United | Estádio Nacional, Dar es Salaam |
| 16:00 (UTC+3)   | Mahadhi 67'    | Relatório |                         | Árbitro: ETH Belay Tadesse      |

| 10 de fevereiro | JKU | 0 – 0     | ZESCO United | Estádio Amaan, Cidade de Zanzibar |
| 16:00 (UTC+3)   |     | Relatório |              | Árbitro: RWA Jean Claude Ishimwe  |

| 10 de fevereiro | Rayon Sports | 1 – 1     | LLB Académic FC | Estádio Amahoro, Kigali  |
| 15:30 (UTC+2)   | Shabani 82'  | Relatório | Bazunza 74'     | Árbitro: UGA Alex Muhabi |

| 10 de fevereiro | Township Rollers                      | 3 – 0     | Al-Merrikh | Estádio Nacional, Gaborone |
| 15:45 (UTC+2)   | Gaolaolwe 27' · Moalosi 44' · Boy 71' | Relatório |            | Árbitro: MOZ Celso Alvação |

| 10 de fevereiro | AC Léopards              | 2 – 1     | AS Togo-Port | Stade de Madingou, Madingou         |
| 15:30 (UTC+1)   | Masombo 50' · Gandzé 73' | Relatório | Sangare 69'  | Árbitro: GAB Gauthier Marc Mihindou |

| 10 de fevereiro | AS FAN    | 1 – 3     | Horoya                                    | Stade Général-Seyni-Kountché, Niamey |
| 16:15 (UTC+1)   | Sosah 31' | Relatório | Mandela 15' · Ouédraogo 17' · Sankhon 23' | Árbitro: CIV Bienvenu Sinko          |

| 10 de fevereiro | Rail Club du Kadiogo | 1 – 0     | CF Mounana | Stade du 4 Août, Ouagadougou |
| 16:00 (UTC+0)   | Sawadogo 24' (pen)   | Relatório |            | Árbitro: GHA Cecil Fleischer |

| 10 de fevereiro | ASAC Concorde | 1 – 1     | Espérance de Tunis | Estádio Olímpico, Nouakchott |
| 16:00 (UTC+0)   | M'Bark 25'    | Relatório | Jouini 67'         | Árbitro: GUI Baba Leno       |

| 10 de fevereiro | Bidvest Wits               | 2 – 0     | Pamplemousses | Estádio Bidvest, Joanesburgo |
| 18:00 (UTC+2)   | Kodisang 23' · Rodgers 37' | Relatório |               | Árbitro: SEY Nelson Fred     |

| 10 de fevereiro | Stade Malien     | 1 – 1     | Williamsville AC | Stade Modibo Kéïta, Bamako |
| 17:00 (UTC+0)   | Samaké 18' (pen) | Relatório | Mofosse 90'      | Árbitro: BFA Jean Ouattara |

| 10 de fevereiro | Génération Foot         | 2 – 0     | Misr Lel-Makkasa | Estádio Léopold Sédar Senghor, Dakar |
| 17:00 (UTC+0)   | Sabaly 75' · Ndiaye 75' | Relatório |                  | Árbitro: MLI Boubou Traoré           |

| 10 de fevereiro | Difaâ El Jadidi                                                                   | 10 – 0    | Sport Bissau e Benfica | Stade El Abdi, El Jadida       |
| 19:00 (UTC+0)   | N'Diaye 4' · Ahaddad 24', 26', 38', 43', 47' · Msuva 45', 73', 87' · El Megri 55' | Relatório |                        | Árbitro: EGY Amin Mohamed Omar |

| 11 de fevereiro | Ngaya Club | 1 – 1     | UD Songo   | Stade de Moroni, Moroni  |
| 15:00 (UTC+3)   | Hadji 79'  | Relatório | Pelembe 5' | Árbitro: LES Osiase Koto |

| 11 de fevereiro | Saint George | Cancelado | Al-Salam Wau | Estádio Adis Abeba, Adis Abeba |
| 16:00 (UTC+3)   |              | Relatório |              | Árbitro: BDI Georges Gatogato  |

| 11 de fevereiro | AS Vita Club                                  | 4 – 0     | Mighty Wanderers | Stade des Martyrs, Kinshasa          |
| 15:30 (UTC+1)   | Moloko 17', 87' · Batezadio 29' · Mundele 42' | Relatório |                  | Árbitro: SSD Ring Nyier Akech Malong |

| 11 de fevereiro | Bantu                           | 2 – 4     | Mbabane Swallows                                      | Estádio Setsoto, Maseru       |
| 16:00 (UTC+2)   | Motseare 13' · Kalake 31' (pen) | Relatório | Badenhorst 11' · Tsabedze 15' (pen), 75' · Nhleko 61' | Árbitro: BOT Tirelo Mositwane |

| 11 de fevereiro | AS Otôho                  | 2 – 0     | MC Alger | Stade Omnisport Marien Ngouabi d'Owando, Owando |
| 15:30 (UTC+1)   | Mahamane 57' · Obassi 74' | Relatório |          | Árbitro: CMR Blaise Yuven Ngwa                  |

| 11 de fevereiro | Al-Tahaddy    | 1 – 0     | Aduana Stars | Estádio Petro Sport, Cairo (Egito)[A] |
| 17:00 (UTC+2)   | Ali Salem 34' | Relatório |              | Árbitro: MAR Samir Guezzaz            |

| 11 de fevereiro | Plateau United                         | 3 – 0     | Eding Sport | New Jos Stadium, Jos      |
| 16:00 (UTC+1)   | Elijah 20' · Ingbede 85' · Obaje 90+2' | Relatório |             | Árbitro: GAM Maudo Jallow |

| 11 de fevereiro | 1º de Agosto                  | 3 – 0     | FC Platinum | Estádio Nacional 11 de Novembro, Luanda |
| 16:00 (UTC+1)   | Bokamba 7' · Bitumba 52', 61' | Relatório |             | Árbitro: ZAM Audrick Nkole              |

| 11 de fevereiro | Buffles du Borgou | 1 – 1     | ASEC Mimosas | Stade de l'Amitié, Cotonou              |
| 16:00 (UTC+1)   | Degnon 63'        | Relatório | Touré 66'    | Árbitro: STP Esterline Gonçalves Género |

| 11 de fevereiro | LISCR       | 1 – 0     | Al-Hilal | Estádio Antoinette Tubman, Monróvia |
| 16:00 (UTC+0)   | Sheriff 20' | Relatório |          | Árbitro: GNB Gilberto dos Santos    |

| 11 de fevereiro | AS Real Bamako | 1 – 1     | MFM          | Stade Modibo Kéïta, Bamako |
| 16:30 (UTC+0)   | Camara 18'     | Relatório | Akinyemi 15' | Árbitro: MTN Babacar Sarr  |

| 11 de fevereiro | ES Sétif                                                | 6 – 0     | Olympic Real de Bangui | Stade 8 Mai 1945, Sétif   |
| 18:00 (UTC+1)   | Haddouche 13', 58', 76' · Djahnit 60', 89' · Rebiai 79' | Relatório |                        | Árbitro: SEN Daouda Guèye |

### Partidas de volta
| 20 de fevereiro | Al-Salam Wau | Cancelado | Saint George | Estádio Juba, Juba         |
| 16:00 (UTC+3)   |              | Relatório |              | Árbitro: EGY Ahmed Mahrous |

Saint George venceu por w/o após a equipe do Al-Salam Wau não chegar a tempo para a disputa da partida de ida.
| 20 de fevereiro | Olympic Real de Bangui | 0 – 0     | ES Sétif | Estádio Barthélemy Boganda, Bangui   |
| 15:00 (UTC+1)   |                        | Relatório |          | Árbitro: EQG David Ndong Esono Mokuy |

ES Sétif venceu por 6–0 no placar agregado.
| 20 de fevereiro | Williamsville AC | 1 – 0     | Stade Malien | Stade Robert Champroux, Abidjan   |
| 16:00 (UTC+0)   | Bi 90+3'         | Relatório |              | Árbitro: BEN Adissa Abdul Raphiou |

Williamsville AC venceu por 2–1 no placar agregado.
| 20 de fevereiro | Al-Hilal                         | 3 – 0     | LISCR | Estádio Al-Hilal, Ondurmã |
| 19:30 (UTC+2)   | Bashir 2', 43' · Abdelrahman 65' | Relatório |       | Árbitro: KEN Peter Waweru |

Al-Hilal venceu por 3–1 no placar agregado.
| 21 de fevereiro | Pamplemousses | 1 – 0     | Bidvest Wits | Stade Anjalay, Belle Vue Maurel |
| 16:00 (UTC+4)   | Perticots 9'  | Relatório |              | Árbitro: COM Ali Adelaïd        |

Bidvest Wits venceu por 2–1 no placar agregado.
| 21 de fevereiro | Mighty Wanderers | 1 – 2     | AS Vita Club              | Estádio Kamuzu, Blantyre    |
| 14:30 (UTC+2)   | Wadabwa 48'      | Relatório | Mundele 20' · Boyombe 76' | Árbitro: ANG António Caxala |

AS Vita Club venceu por 6–1 no placar agregado.
| 21 de fevereiro | KCCA          | 1 – 0     | CNaPS Sport | Estádio Phillip Omondi, Kampala |
| 16:00 (UTC+3)   | Mucureezi 64' | Relatório |             | Árbitro: SOM Hassan Hagi        |

2–2 no placar agregado. KCCA venceu pela regra do gol fora de casa.
| 21 de fevereiro | ZESCO United                                                          | 7 – 0     | JKU | Estádio Levy Mwanawasa, Ndola |
| 15:00 (UTC+2)   | Adams 3', 42', 57', 60' · Kambole 36' · Kalengo 77' · Banda 88' (pen) | Relatório |     | Árbitro: SWZ Thulani Sibandze |

ZESCO United venceu por 7–0 no placar agregado.
| 21 de fevereiro | UD Songo                 | 2 – 0     | Ngaya Club | Estádio do Ferroviário, Beira |
| 15:00 (UTC+2)   | Sinamunda 11' · Omar 89' | Relatório |            | Árbitro: ZIM Nomore Musundire |

UD Songo venceu por 3–1 no placar agregado.
| 21 de fevereiro | FC Platinum       | 1 – 2     | 1º de Agosto                      | Estádio Mandava, Zvishavane       |
| 15:00 (UTC+2)   | Chinyengetere 65' | Relatório | Mhango 54' (g.c.) · Bitumba 90+3' | Árbitro: RSA Christopher Harrison |

1º de Agosto venceu por 5–1 no placar agregado.
| 21 de fevereiro | LLB Académic FC | 0 – 1     | Rayon Sports | Estádio Príncipe Louis Rwagasore, Bujumbura |
| 15:00 (UTC+2)   |                 | Relatório | Shabani 27'  | Árbitro: TAN Mfaume Ali Nassoro             |

Rayon Sports venceu por 2–1 no placar agregado.
| 21 de fevereiro | Saint Louis Suns United | 1 – 1     | Young Africans | Stade Linité, Victoria             |
| 17:30 (UTC+4)   | Esther 90+3'            | Relatório | Migomba 45'    | Árbitro: MAD Andofetra Rakotojaona |

Young Africans venceu por 2–1 no placar agregado.
| 21 de fevereiro | Mbabane Swallows | 1 – 3     | Bantu                               | Estádio Nacional Somhlolo, Lobamba |
| 16:00 (UTC+2)   | Badenhorst 6'    | Relatório | Lebata 5' · Marabe 85' · Kalake 90' | Árbitro: NAM Jackson Pavaza        |

5–5 no placar agregado. Mbabane Swallows venceu pela regra do gol fora de casa.
| 21 de fevereiro | Sport Bissau e Benfica | 0 – 0     | Difaâ El Jadidi | Estádio Nacional 24 de Setembro, Bissau |
| 14:00 (UTC+0)   |                        | Relatório |                 | Árbitro: LBR Jerry Yekeh                |

Difaâ El Jadidi venceu por 10–0 no placar agregado.
| 21 de fevereiro | CF Mounana              | 2 – 0     | Rail Club du Kadiogo | Stade d'Angondjé, Libreville |
| 15:30 (UTC+1)   | Nono 29' · Atchabao 55' | Relatório |                      | Árbitro: CHA Issa Abdelhadi  |

CF Mounana venceu por 2–1 no placar agregado.
| 21 de fevereiro | Eding Sport | 0 – 1     | Plateau United | Stade Ahmadou Ahidjo, Iaundé      |
| 15:30 (UTC+1)   |             | Relatório | Ayagwa 52'     | Árbitro: CTA Jean Marc Ganamandji |

Plateau United venceu por 4–0 no placar agregado.
| 21 de fevereiro | Aduana Stars            | 2 – 0     | Al-Tahaddy | Estádio Agyeman Badu, Dormaa |
| 15:00 (UTC+0)   | Opoku 53' · Sasraku 74' | Relatório |            | Árbitro: CGO Messie Nkounkou |

Aduana Stars venceu por 2–1 no placar agregado.
| 21 de fevereiro | MFM         | 1 – 0     | AS Real Bamako | Estádio Agege, Lagos                |
| 16:00 (UTC+1)   | Akuneto 82' | Relatório |                | Árbitro: TOG Kokou Ognankotan Ntale |

MFM venceu por 2–1 no placar agregado.
| 21 de fevereiro | AS Togo-Port             | 2 – 1     | AC Léopards | Estádio Municipal, Lomé        |
| 15:00 (UTC+0)   | Sewonou 1' · Issifou 90' | Relatório | Elombo 73'  | Árbitro: NGR Abdullahi Shuaibu |

|  |       | Penalidades |
|  | 4 – 3 |             |

3–3 no placar agregado. AS Togo-Port venceu por 4–3 na disputa por pênaltis.
| 21 de fevereiro | Leones Vegetarianos | 1 – 1     | Gor Mahia        | Nuevo Estadio de Malabo, Malabo     |
| 17:00 (UTC+1)   | Ayecaba 44'         | Relatório | Asumu 74' (g.c.) | Árbitro: COD Kabanga Yannick Malala |

Gor Mahia venceu por 3–1 no placar agregado.
| 21 de fevereiro | Espérance de Tunis                                                  | 5 – 0     | ASAC Concorde | Stade Olympique de Radès, Radès |
| 17:00 (UTC+1)   | Badri 6', 55' (pen) · Sghaïer 73' (pen) · Rabii 81' · Coulibaly 84' | Relatório |               | Árbitro: ALG Nabil Boukhalfa    |

Espérance de Tunis venceu por 6–1 no placar agregado.
| 21 de fevereiro | ASEC Mimosas                            | 3 – 2     | Buffles du Borgou      | Stade Félix Houphouët-Boigny, Abidjan |
| 16:00 (UTC+0)   | Agbégniadan 29' · Badie 51' · Touré 74' | Relatório | Bawa 49' · Agognon 66' | Árbitro: NIG Abdoulaye Rhissa         |

ASEC Mimosas venceu por 4–3 no placar agregado.
| 21 de fevereiro | Horoya | 0 – 0     | AS FAN | Stade du 28 Septembre, Conacri |
| 17:00 (UTC+0)   |        | Relatório |        | Árbitro: SLE Raymond Coker     |

Horoya venceu por 3–1 no placar agregado.
| 21 de fevereiro | Misr Lel-Makkasa | 0 – 0     | Génération Foot | Estádio Internacional do Cairo, Cairo |
| 19:00 (UTC+2)   |                  | Relatório |                 | Árbitro: LBY Esam Al Jahani           |

Génération Foot venceu por 2–0 no placar agregado.
| 21 de fevereiro | Al-Merrikh              | 2 – 1     | Township Rollers | Estádio Al-Merrikh, Ondurmã        |
| 19:30 (UTC+2)   | Fofanah 19' · Hamid 84' | Relatório | Mogorosi 2'      | Árbitro: DJI Bilal Abdallah Ismael |

Township Rollers venceu por 4–2 no placar agregado.
| 21 de fevereiro | MC Alger                                                                                   | 9 – 0     | AS Otôho | Estádio 5 de Julho de 1962, Argel |
| 19:00 (UTC+1)   | Derrardja 5' (pen) · Nekkache 24', 63', 67', 81' · Souibaâh 34' · Hachoud 71' · Balegh 77' | Relatório |          | Árbitro: TUN Haythem Guirat       |

MC Alger venceu por 9–2 no placar agregado.
| 24 de fevereiro | Armed Forces | 1 – 3     | Zanaco                               | Estádio Independência, Bakau |
| 16:30 (UTC+0)   | Sanneh 40'   | Relatório | Mbewe 17' · Phiri 84' · Chilufya 89' | Árbitro: CPV Fabricio Duarte |

Zanaco venceu por 6–1 no placar agregado.

## Primeira fase
Os 16 vencedores avançaram a fase de grupos, enquanto os 16 perdedores entraram na fase de play-off da Copa das Confederações da CAF de 2018.
| Equipe 1         | Total       | Equipe 2           | 1.º jogo | 2.º jogo |
| ---------------- | ----------- | ------------------ | -------- | -------- |
| Saint George     | 0–1         | KCCA               | 0–0      | 0–1      |
| Zanaco           | 1–3         | Mbabane Swallows   | 1–2      | 0–1      |
| Wydad Casablanca | 7–4         | Williamsville AC   | 7–2      | 0–2      |
| Aduana Stars     | 1–4         | ES Sétif           | 1–0      | 0–4      |
| Al-Ahly          | 7–1         | CF Mounana         | 4–0      | 3–1      |
| MFM              | 2–7         | MC Alger           | 2–1      | 0–6      |
| Horoya           | 4–1         | Génération Foot    | 2–1      | 2–0      |
| Young Africans   | 1–2         | Township Rollers   | 1–2      | 0–0      |
| Gor Mahia        | 0–1         | Espérance de Tunis | 0–0      | 0–1      |
| Étoile du Sahel  | 4–3         | Plateau United     | 4–2      | 0–1      |
| AS Togo-Port     | 3–3 (gf)    | Al-Hilal           | 2–0      | 1–3      |
| ZESCO United     | 2–2 (gf)    | ASEC Mimosas       | 0–1      | 2–1      |
| TP Mazembe       | 4–3         | UD Songo           | 4–0      | 0–3      |
| Difaâ El Jadidi  | 3–2         | AS Vita Club       | 1–0      | 2–2      |
| 1º de Agosto     | 1–1 (3–2 p) | Bidvest Wits       | 1–0      | 0–1      |
| Rayon Sports     | 0–2         | Mamelodi Sundowns  | 0–0      | 0–2      |

### Partidas de ida
| 6 de março    | Young Africans | 1 – 2     | Township Rollers             | Estádio Nacional, Dar es Salaam        |
| 16:30 (UTC+3) | Chirwa 30'     | Relatório | Tshireletso 11' · Sikele 83' | Árbitro: BDI Pacifique Ndabihawenimana |

| 6 de março    | Horoya                     | 2 – 1     | Génération Foot | Stade du 28 Septembre, Conacri |
| 17:00 (UTC+0) | Ouédraogo 63' · Camara 89' | Relatório | Konté 75'       | Árbitro: ALG Mehdi Abid Charef |

| 6 de março    | Étoile du Sahel                        | 4 – 2     | Plateau United                 | Stade Olympique de Sousse, Sousse |
| 18:00 (UTC+1) | Marey 2' · Chermiti 3', 8' · Sfaxi 54' | Relatório | Ayagwa 70' (pen) · Omoleye 82' | Árbitro: ALG Mustapha Ghorbal     |

| 6 de março    | Al-Ahly                                      | 4 – 0     | CF Mounana | Estádio Internacional do Cairo, Cairo |
| 20:00 (UTC+2) | Mohsen 14' · Azaro 22' · Said 65', 69' (pen) | Relatório |            | Árbitro: MLI Boubou Traoré            |

| 7 de março    | Saint George | 0 – 0     | KCCA | Estádio Adis Abeba, Adis Abeba   |
| 16:00 (UTC+3) |              | Relatório |      | Árbitro: RWA Jean Claude Ishimwe |

| 7 de março    | Zanaco     | 1 – 2     | Mbabane Swallows              | Estádio Nkoloma, Lusaca      |
| 15:00 (UTC+2) | Maisha 42' | Relatório | Badenhorst 55' · Mccreesh 86' | Árbitro: ZIM Norman Matemera |

| 7 de março    | Gor Mahia | 0 – 0     | Espérance de Tunis | Estádio Kenyatta, Machakos |
| 16:00 (UTC+3) |           | Relatório |                    | Árbitro: EGY Gehad Grisha  |

| 7 de março    | ZESCO United | 0 – 1     | ASEC Mimosas      | Estádio Levy Mwanawasa, Ndola |
| 15:00 (UTC+2) |              | Relatório | Sakala 38' (g.c.) | Árbitro: SEY Bernard Camille  |

| 7 de março    | TP Mazembe                                     | 4 – 0     | UD Songo | Stade TP Mazembe, Lubumbashi |
| 15:30 (UTC+2) | Malango 37', 51' (pen), 62' · Muleka 85' (pen) | Relatório |          | Árbitro: GAM Bakary Gassama  |

| 7 de março    | Aduana Stars    | 1 – 0     | ES Sétif | Estádio Agyeman Badu, Dormaa |
| 15:00 (UTC+0) | Adams 73' (pen) | Relatório |          | Árbitro: CIV Denis Dembele   |

| 7 de março    | 1º de Agosto | 1 – 0     | Bidvest Wits | Estádio Nacional 11 de Novembro, Luanda |
| 16:00 (UTC+1) | Geraldo 87'  | Relatório |              | Árbitro: CMR Antoine Essouma            |

| 7 de março    | AS Togo-Port             | 2 – 0     | Al-Hilal | Estádio Municipal, Lomé            |
| 15:00 (UTC+0) | Gazozo 43' · Sewonou 79' | Relatório |          | Árbitro: MAR Noureddine El Jaafari |

| 7 de março    | MFM                             | 2 – 1     | MC Alger    | Estádio Agege, Lagos         |
| 16:00 (UTC+1) | Akuneto 36' (pen) · Bashiru 83' | Relatório | Ammachi 55' | Árbitro: SEN Malang Diedhiou |

| 7 de março    | Rayon Sports | 0 – 0     | Mamelodi Sundowns | Estádio Amahoro, Kigali    |
| 18:00 (UTC+2) |              | Relatório |                   | Árbitro: ZAM Janny Sikazwe |

| 7 de março    | Wydad Casablanca                                                      | 7 – 2     | Williamsville AC | Estádio Mohammed V, Casablanca  |
| 18:00 (UTC+0) | Aoulad 6' · Tighazoui 16', 62' · Nahiri 52' · El Haddad 74', 89', 90' | Relatório | Kouassi 2', 37'  | Árbitro: GAB Eric Otogo-Castane |

| 7 de março    | Difaâ El Jadidi | 1 – 0     | AS Vita Club | Stade El Abdi, El Jadida   |
| 20:00 (UTC+0) | Astati 8'       | Relatório |              | Árbitro: SLE Raymond Coker |

### Partidas de volta
| 17 de março   | KCCA       | 1 – 0     | Saint George | Estádio Phillip Omondi, Kampala |
| 16:00 (UTC+3) | Shaban 46' | Relatório |              | Árbitro: KEN Andrew Otieno      |

KCCA venceu por 1–0 no placar agregado.
| 17 de março   | Mbabane Swallows | 1 – 0     | Zanaco | Estado Nacional Somhlolo, Lobamba |
| 15:00 (UTC+2) | Nhleko 24'       | Relatório |        | Árbitro: MOZ Celso Alvação        |

Mbabane Swallows venceu por 3–1 no placar agregado.
| 17 de março   | UD Songo                    | 3 – 0     | TP Mazembe | Estádio do Ferroviário, Beira |
| 15:00 (UTC+2) | Pelembe 1', 75' · Banda 49' | Relatório |            | Árbitro: MRI Ahmad Heeralall  |

TP Mazembe venceu por 4–3 no placar agregado.
| 17 de março   | Township Rollers | 0 – 0     | Young Africans | Estádio Nacional, Gaborone  |
| 15:45 (UTC+2) |                  | Relatório |                | Árbitro: MAR Rédouane Jiyed |

Township Rollers venceu por 2–1 no placar agregado.
| 17 de março   | CF Mounana   | 1 – 3     | Al-Ahly                            | Stade d'Angondjé, Libreville       |
| 15:30 (UTC+1) | Massamba 44' | Relatório | Gaber 8' · Azaro 30' · Soliman 82' | Árbitro: ETH Bamlak Tessema Weyesa |

Al-Ahly venceu por 7–1 no placar agregado.
| 17 de março   | Bidvest Wits  | 1 – 0     | 1º de Agosto | Estádio Bidvest, Joanesburgo |
| 17:00 (UTC+2) | Domingues 81' | Relatório |              | Árbitro: SOM Hassan Hagi     |

|  |       | Penalidades |
|  | 2 – 3 |             |

1–1 no placar agregado. 1º de Agosto venceu por 3–2 na disputa por pênaltis.
| 17 de março   | Williamsville AC             | 2 – 0     | Wydad Casablanca | Stade Robert Champroux, Abidjan |
| 16:00 (UTC+0) | Kouassi 39' (pen), 83' (pen) | Relatório |                  | Árbitro: GHA Daniel Laryea      |

Wydad Casablanca venceu por 7–4 no placar agregado.
| 17 de março   | Génération Foot | 0 – 2     | Horoya                        | Estádio Léopold Sédar Senghor, Dakar |
| 17:30 (UTC+0) |                 | Relatório | Camara 25' (pen) · Mensah 88' | Árbitro: COD Ndala Ngambo            |

Horoya venceu por 4–1 no placar agregado.
| 17 de março   | MC Alger                                                                  | 6 – 0     | MFM | Estádio 5 de Julho de 1962, Argel |
| 19:00 (UTC+1) | Bendebka 2' · Derrardja 11' · Nekkache 20', 55' · Karaoui 30' · Amada 90' | Relatório |     | Árbitro: TUN Youssef Essrayri     |

MC Alger venceu por 7–2 no placar agregado.
| 18 de março   | Plateau United | 1 – 0     | Étoile du Sahel | Estádio Sani Abacha, Kano               |
| 14:00 (UTC+1) | Omoleye 24'    | Relatório |                 | Árbitro: ANG Hélder Martins de Carvalho |

Étoile du Sahel venceu por 4–3 no placar agregado.
| 18 de março   | AS Vita Club     | 2 – 2     | Difaâ El Jadidi          | Stade des Martyrs, Kinshasa |
| 14:30 (UTC+1) | Mundele 20', 82' | Relatório | Ahadad 77' · Nanah 90+4' | Árbitro: RSA Victor Gomes   |

Difaâ El Jadidi venceu por 3–2 no placar agregado.
| 18 de março   | Espérance de Tunis | 1 – 0     | Gor Mahia | Stade Olympique de Radès, Radès |
| 16:00 (UTC+1) | Badri 21'          | Relatório |           | Árbitro: BOT Joshua Bondo       |

Espérance de Tunis venceu por 1–0 no placar agregado.
| 18 de março   | ASEC Mimosas   | 1 – 2     | ZESCO United              | Stade Félix Houphouët-Boigny, Abidjan |
| 16:00 (UTC+0) | Badie 9' (pen) | Relatório | Kapumbu 30' · Kambole 65' | Árbitro: MAD Hamada Nampiandraza      |

2–2 no placar agregado. ZESCO United venceu pela regra do gol fora de casa.
| 18 de março   | Mamelodi Sundowns          | 2 – 0     | Rayon Sports | Estádio Loftus Versfeld, Pretória |
| 19:00 (UTC+2) | Arendse 34' · Vilakazi 55' | Relatório |              | Árbitro: NAM Jackson Pavaza       |

Mamelodi Sundowns venceu por 2–0 no placar agregado.
| 18 de março   | Al-Hilal                              | 3 – 1     | AS Togo-Port | Estádio Al-Hilal, Ondurmã |
| 19:30 (UTC+2) | Geovane 4' · Shaiboub 61' · Bisha 83' | Relatório | Hunlede 7'   | Árbitro: UGA Brian Miiro  |

3–3 no placar agregado. AS Togo-Port venceu pela regra do gol fora de casa.
| 18 de março   | ES Sétif                                            | 4 – 0     | Aduana Stars | Stade 8 Mai 1945, Sétif |
| 19:00 (UTC+2) | Benayad 27' · Ziti 43' · Bedrane 61' · Amokrane 89' | Relatório |              | Árbitro: BFA Juste Zio  |

ES Sétif venceu por 4–1 no placar agregado.